# Gadidae

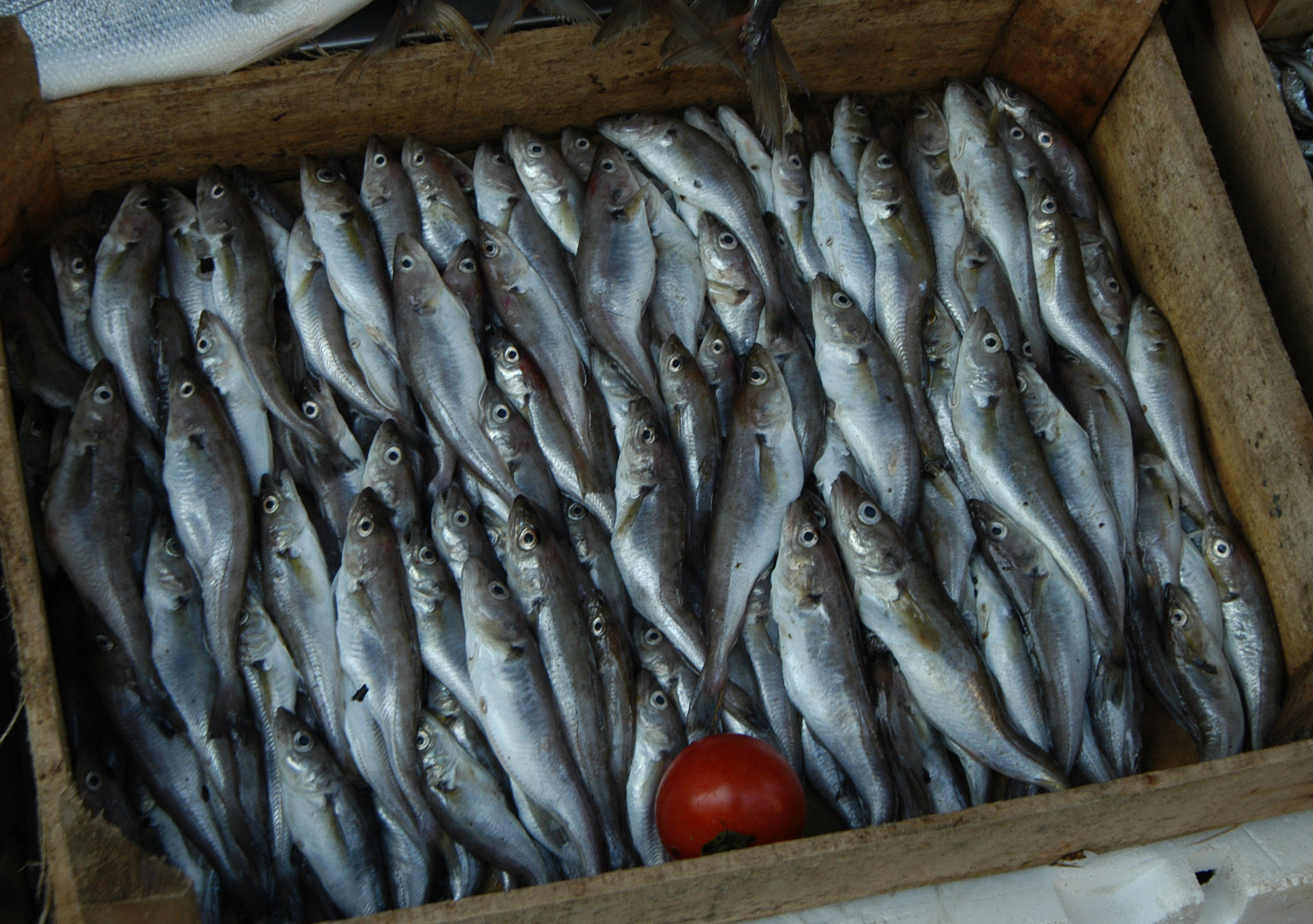
Merlán en el mercado.

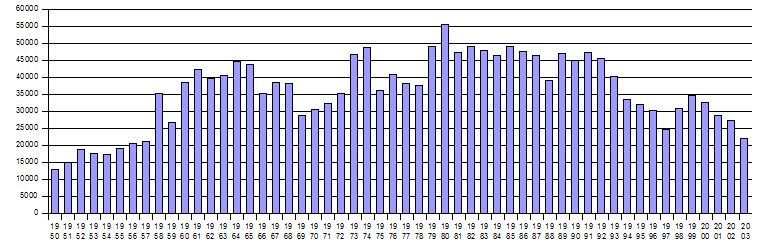
Evolución de las capturas mundiales de gádidos.

Los gádidos (Gadidae) son una familia de peces gadiformes. Incluye especies de importancia comercial como el bacalao, eglefino, merlán, abadejo o la faneca, siendo la segunda familia, después de los clupeidos, en cuanto al volumen mundial de pesca.
Su nombre procede del latín gadus, que significa bacalao.
Aparecen por primera vez en el registro fósil en el Oligoceno, a mitad del Terciario.

## Anatomía
Se ha descrito una longitud máxima de hasta 2 m en Gadus morhua; es característica en todas las especies la presencia de tres aletas dorsales y dos aletas anales, todas ellas sin espinas, con la base de las aletas pélvicas por delante de las pectorales; en la boca el hueso vómer tiene dientes, y normalmente presenta bigotes.

## Hábitat y forma de vida
Los miembros de esta familia se distribuyen fundamentalmente por las zonas circunpolares y aguas templadas, la mayoría en el hemisferio norte.
La mayoría de las especies son bentobentopelágicas, alimentándose de otros peces e invertebrados; es frecuente en muchas de las especies de gádidos la agrupación en bancos de juveniles que migran largas distancias.

## Géneros y especies
Tras algunos cambios recientes, de géneros llevados a otras familias y la antigua familia Ranicipitidae que ha sido incluida dentro de ésta, se consideran en la familia Gadidae un total de 24 especies válidas, agrupadas en 13 géneros:
- Género Arctogadus (Dryagin, 1932)
  - Arctogadus borisovi (Dryagin, 1932)
  - Arctogadus glacialis (Peters, 1872) - Bacalao del Ártico.
- Género Boreogadus (Günther, 1862)
  - Boreogadus saida (Lepechin, 1774) - Bacalao polar.
- Género Eleginus (Fischer, 1813)
  - Eleginus gracilis (Tilesius, 1810) - Bacalao del Ártico.
  - Eleginus nawaga (Koelreuter, 1770) - Bacalao navaga.
- Género Gadiculus (Guichenot, 1850)
  - Gadiculus argenteus argenteus (Guichenot, 1850) - Marujito o faneca plateada.
  - Gadiculus argenteus thori (Schmidt, 1914)
- Género Gadus (Linnaeus, 1758)
  - Gadus macrocephalus (Tilesius, 1810) - Bacalao del Pacífico.
  - Gadus morhua (Linnaeus, 1758) - Bacalao común o bacalao del Atlántico.
  - Gadus ogac (Richardson, 1836) - Bacalao de Groenlandia.
- Género Melanogrammus (Gill, 1862)
  - Melanogrammus aeglefinus (Linnaeus, 1758) - Eglefino
- Género Merlangius (Geoffroy, 1767)
  - Merlangius merlangus (Linnaeus, 1758) - Merlán, liba o plegonero.
- Género Microgadus (Gill, 1865)
  - Microgadus proximus (Girard, 1854)
  - Microgadus tomcod (Walbaum, 1792) - Microgado
- Género Micromesistius (Gill, 1863)
  - Micromesistius australis (Norman, 1937) - Polaca (en Argentina), pescada de tres aletas (en Chile) y polaca austral (en España).
  - Micromesistius poutassou (Risso, 1827) - Bacalá o bacaladilla.
- Género Pollachius (Nilsson, 1832)
  - Pollachius pollachius (Linnaeus, 1758) - Abadejo
  - Pollachius virens (Linnaeus, 1758) - Fogonero o palero.
- Género Raniceps (Oken, 1817)
  - Raniceps raninus (Linnaeus, 1758) - Ranúnculo negro.
- Género Theragra (Lucas, 1898)
  - Theragra chalcogramma (Pallas, 1814) - Colín de Alaska.
  - Theragra finnmarchica (Koefoed, 1956) - Colín de Noruega.
- Género Trisopterus (Rafinesque, 1814)
  - Trisopterus esmarkii (Nilsson, 1855) - Faneca noruega.
  - Trisopterus luscus (Linnaeus, 1758) - Faneca
  - Trisopterus minutus (Linnaeus, 1758) - Faneca menor, capellán o mollera.